# 斯普林米爾村 (印地安納州)
斯普林米爾村（英語：Spring Mill Village）是位於美國印地安納州勞倫斯縣的一個非建制地區。該地的面積和人口皆未知。